# Casey Phair
Casey Phair (케이시 유진 페어; 31 augustus 1999) is een Zuid-Koreaans voetbalspeelster. Ze speelt als aanvaller op huurbasis voor Djurgårdens IF in de Damallsvenskan. Phair was met haar 16 jaar en 26 dagen de jongste speelster ooit op een WK vrouwen.

## Clubcarrière
Phair werd geboren in Zuid-Korea als dochter van een Amerikaanse vader en een Zuid-Koreaanse moeder. Ze verhuisde naar de Verenigde Staten toen ze een maand oud was. Oorspronkelijk groeide Phair als Koreaanse Amerikaanse op in Exeter, New Hampshire, maar later verhuisde het gezin naar Township, New Jersey, waar ze begon met voetballen op de Pingry School en trainde op de Players Development Academy (PDA) in New Jersey. Phair was de eerste multiculturele Koreaanse die werd opgeroepen voor nationale elftallen.
Na haar deelname aan het WK 2023 in Australië en Nieuw-Zeeland, werkte Phair stageperiodes af bij NJ/NY Gotham FC, evenals Kansas City Current en Angel City FC. Bij laatstgenoemde tekende Phair op 18 januari 2024 een driejarig contract door middel van een speciale onder 18 regeling. Ze werd daarmee de jongste speelster ooit bij Angel City FC. Phair maakte haar debuut voor de club op het hoogste niveau in een Summer Cup wedstrijd tegen Bay FC op 26 juli 2024.
Op 21 juli 2025 tekende Phair een nieuw contract dat haar tot medio 2028 aan Angel City verbonden hield. Tegelijkertijd werd ze verhuurd aan het Zweedse Djurgårdens IF.

## Statistieken
| Seizoen | Club           | Competitie     | Competitie | Competitie | Beker | Beker | Overig | Overig | Totaal | Totaal |
| Seizoen | Club           | Competitie     | Wed.       | Dlp.       | Wed.  | Dlp.  | Wed.   | Dlp.   | Wed.   | Dlp.   |
| ------- | -------------- | -------------- | ---------- | ---------- | ----- | ----- | ------ | ------ | ------ | ------ |
| 2024/25 | Angel City FC  | NSWL           | 5          | 0          | 0     | 0     | 1      | 0      | 6      | 0      |
| 2025    | Djurgårdens IF | Damallsvenskan | 0          | 0          | 0     | 0     | 0      | 0      | 0      | 0      |
| Totaal  | Totaal         | Totaal         | 5          | 0          | 0     | 0     | 1      | 0      | 6      | 0      |

Bijgewerkt t/m 21 juli 2025.

## Interlandcarrière
Phair kwam uit voor Zuid-Korea -17 alvorens ze werd opgenomen in de selectie van Zuid-Korea voor op het WK 2023 in Australië en Nieuw-Zeeland. Ze hielp Zuid-Korea -17 aan kwalificatie voor de Azië Cup door twee keer te scoren tegen de leeftijdsgenoten van Tadzjikistan en drie keer te scoren tegen Hong Kong.
Op het WK 2023 werd Phair de jongste speelster ooit op een wereldkampioenschap, van zowel de mannen als vrouwen, door met een leeftijd van 16 jaar en 26 dagen in te vallen in Zuid-Korea's openingswedstrijd tegen Colombia op 25 juli 2023. Ze werd daarmee de opvolgster van de Nigeriaanse Ifeanyi Chiejine. Daarnaast was ze ook de jongste speelster die een interlandwedstrijd speelde, een record dat in september 2023 werd verbroken door de Bosnische Una Rankić. Phair kwam in alle drie de groepswedstrijden van Zuid-Korea in actie en maakte haar basisdebuut in de laatste groepswedstrijd tegen Duitsland, dat in een 1-1 gelijkspel eindigde.
Phair maakte op 26 oktober 2023 haar eerste hattrick in een 10-1 overwinning op Thailand in het Aziatische kwalificatietoernooi voor de Olympische Zomerspelen 2024. Met een leeftijd van 16 jaar en 119 dagen werd ze de op een na jongste doelpuntenmaakster voor Zuid-Korea ooit, na Ji So-yun. Tevens werd ze de jongste speelster die ooit een hattrick maakte voor een mannen- of vrouwenelftal van Zuid-Korea.
Op 10 oktober 2024 werd Phair opgeroepen voor het WK -17 in de Dominicaanse Republiek.Ze was in de eerste groepswedstrijd tegen de leeftijdsgenoten van Colombia op 17 oktober 2024 meteen belangrijk door in de 36ste minuut vanaf de penaltystip de eindstand op 1-1 te bepalen.